# Judsel Baranco
Judsel Anthony Baranco (Willemstad, 9 augustus 1963 - aldaar, juli 2006) was een Nederlands honkballer. Hij was een rechtshandige werper met een zeer krachtige arm. Hij kon als veldspeler ook uit de voeten op alle posities, zowel in het infield als buitenveld. Hij kwam het meest uit als pitcher, korte stop en midvelder. Baranco's topsportloopbaan strekte zich uit over een lange periode en diverse clubs en tevens kwam hij jarenlang uit voor het Nederlands honkbalteam. Door zijn levensstijl en verslaving aan verdovende middelen kwam hier uiteindelijk een einde aan en overleed hij onder trieste omstandigheden.

## Biografie
Baranco groeide op in de arbeiderswijk Groot Kwartier in Willemstad in een gezin zonder vader. Zijn moeder kreeg na hem nog een zoon en twee dochters van een andere partner. Twee van zijn tantes waren softbalinternational en een oom was derde honkman voor Sparta in Nederland. Op straat in Curaçao speelde Baranco honkbal. Toen hij twaalf was en het op school niet goed ging, stuurde zijn moeder hem mee met een oom naar Nederland in de hoop dat hij daar een betere toekomst tegemoet zou gaan. Hij kwam terecht in het gezin van zijn oom en tante in Waalwijk, volgde daar enkele jaren de LTS en deed de opleiding tot lasser/bankwerker. Aangemoedigd door zijn grootvader, die vanuit de Antillen op bezoek kwam, pakte hij het honkbal weer op en werd eerst lid van de Kickers in Waalwijk. Ook speelde hij in de jeugd als voetbalspits mee bij RKC Waalwijk. Hij debuteerde reeds op zestienjarige leeftijd in de hoofdklasse honkbal bij Quick in Amersfoort.

## Hoofdklasse
Baranco speelde in de hoofdklasse van de Nederlandse competitie tussen 1981 en 1996 voor zes verschillende verenigingen. In 1981 debuteerde hij in de hoofdklasse bij Quick Amersfoort en het jaar erna speelde hij voor UVV in Utrecht waar hij vier seizoenen zou blijven. In 1986 speelde hij voor een jaar bij Neptunus. Hierna ging hij spelen in voor de Giants waar hij het seizoen 1988 en 1989 bleef daar totdat hij in het derde seizoen in verband met absentie geschorst werd en de vereniging zich nadien vanwege financiële problemen uit de hoofdklasse moest terugtrekken. In 1990 werd hij lid van De Spartaan in Amsterdam na een arrestatie vanwege diefstal met geweld. Hij kreeg de kans om zijn leven weer op orde te krijgen, maar speelde daar omdat hij zijn levensstijl en verslaving aan verdovende middelen niet onder controle kreeg nauwelijks. In 1991 speelde hij wel een seizoen maar daarna was het voorbij. Enkele jaren later keerde hij terug naar zijn geboorteland Curaçao waar hij ook weer honkbalde maar nimmer meer het niveau zou bereiken dat hij had gehad.

## Statistieken
In zijn tien seizoenen in de hoofdklasse speelde hij in totaal 345 wedstrijden. Hierin sloeg hij 414 honkslagen en 58 homeruns. Baranco scoorde in totaal 304 punten, had 243 RBI's en sloot zijn loopbaan af met een slaggemiddelde van .349. Als werper gooide hij in 114 wedstrijden, waarvan 76 als starter. Hij had een 40-35 record en kwam tot 536 strikeouts. In 1981 werd hij door de KNBSB uitgeroepen tot Meest Waardevolle Speler van dat seizoen. In 1988 won hij dezelfde titel alsmede die voor de beste slagman.

## Nederlands team
In 1984 debuteerde Baranco in het Nederlands honkbalteam tijdens de Haarlemse Honkbal Week. In totaal speelde hij tussen 1984 en 1987 41 interlandwedstrijden en nam deel aan twee Wereldkampioenschappen (1984 in Cuba en 1986 in Nederland), twee Europese Kampioenschappen (1985 in Nederland en 1987 in Spanje), drie Chung Hua-toernooien op Taiwan, één Golden Cup-toernooi op Curaçao, één Haarlemse Honkbal Week, twee World Port Tournaments en één Amsterdam Baseball Series. Bij het wereldkampioenschap van 1986 werd hij uitgeroepen tot meest waardevolle speler van het toernooi. Door zijn verslaving aan harddrugs was hij echter uiteindelijk niet meer te handhaven in het team. Uiteindelijk tijdens en na een toernooi in Taiwan ging het definitief mis. Hij bestal zijn medespelers op hun hotelkamers en was zo stom om met een van een medespeler gestolen walkman op zijn hoofd in het vliegtuig naar huis te gaan zitten. In 1988 werd hij vanwege zijn wangedrag en diefstallen uit het Nederlands team gezet.

## Documentaire en overlijden
Over Baranco werd door de Nederlandse cineast Hans Heijnen in 1996 een documentaire gemaakt die ook een Gouden Kalf won dat jaar onder de titel Strike Out. De documentaire was geïnspireerd door een artikel in het Parool van Annejet van der Zijl, De Honkballer die daarvoor Baranco opgezocht had in de Arnhemse koepelgevangenis. Deze documentaire beschrijft de teloorgang van Baranco, ooit het grootste honkbaltalent dat Nederland rijk was. Hij handelt over het schandaal dat Baranco op het hoogtepunt van zijn carrière wegens ongedisciplineerd gedrag uit het Nederlands team werd gezet en beschrijft daarna de zwerftocht van de sporter van club naar club en zijn verslaving aan harddrugs. Uiteindelijk was Baranco nergens meer te handhaven en belandde hij, aan zijn lot overgelaten door trainers, familie en vrienden zelfs voor enige tijd in de gevangenis en verhuisde daarna naar Curaçao waar de filmmaker hem nog wist te interviewen na een zoektocht. Op het moment van het maken van de documentaire was Baranco nog in leven. Hierna bleef het echter bergafwaarts met hem gaan. Baranco werd door de politie uiteindelijk dood aangetroffen. Zijn lichaam werd begin augustus 2006 verminkt en in verregaande staat van ontbinding gevonden op een braakliggend terrein naast het Playa Kanoa, een strand ten noorden van Willemstad. In het Antilliaans Dagblad verscheen een artikel waarin bekenden van hem verklaarden dat hij mogelijk door buurtbewoners van het leven was beroofd omdat zij de overlast van de zwaar verslaafde man zat waren. Een DNA-test bevestigde een maand later dat het gevonden lichaam inderdaad dat van de oud-honkballer was.
1. ↑  Waardevolste honkballer Baranco inzet conflict, Dagblad Gooi en Eemlander, donderdag 29 oktober 1981